# Dahlia's Tear
Dahlia's Tear est un projet de dark ambient mené par Anile.D. , formé en 2005.

## Albums Studio
- 2020 : Descendants of the Moon / CD / Cryo Chamber
- 2019 : Across the Shifting Abyss / CD / Cryo Chamber
- 2018 : Through the Nighfall Grandeur / CD / Cryo Chamber
- 2011 : Dreamsphere / CD / Cold Meat Industry
- 2007 : Under Seven Skies / CD / Thonar Records
- 2007 : My Rotten Spirit Of Black / CD / Alcor Productions
- 2005 : Harmonious Euphonies Supernatural Traumas Mesmerising Our Existences In Radient Corpuscle Galaxies / CD / Ravenheart Productions